# Teenage Mutant Ninja Turtles (flipperspel)
Teenage Mutant Ninja Turtles blev 1991 flipperspel, designat av Joe Kaminkow och Ed Cebula. Det är baserat på Turtlesserierna. Actionfigurer från Playmates användes för att dekorera bordet.
Spelet tillverkades av Data East, och blev tillgängligt i juni 1991.

## Spelet
Spelet innehåller:
- 2 ramper
- 3 bumpers
- 3-multibollar
- "Snurrande pizza" och ramper